# 소가 (무양유후)
소가(蕭嘉, ? ~ 기원전 149년)는 전한 중기의 제후로, 개국공신 소하의 손자이다.

## 생애
경제 2년(기원전 155년), 무양후(武陽侯)에 봉해졌다.
경제 중원년(기원전 149년)에 죽으니 시호를 유(幽)라 하였고, 아들 소승이 작위를 이었다.

## 출전
- 사마천, 《사기》 권18 고조공신후자연표
- 반고, 《한서》 권16 고혜고후문공신표

| 전임 (첫 봉건) | 전한의 무양후 기원전 155년 ~ 기원전 149년 | 후임 아들 소승 |